# Michelle Lombardo
Michelle Helen Lombardo (Glastonbury, Connecticut, 16 de septiembre de 1983) es una actriz y modelo estadounidense. Lombardo logró el reconocimiento en su país tras aparecer en la edición del año 2000 de la publicación Sports Illustrated Swimsuit Issue. Hizo su debut en el cine en Dishdogz de 2005 y empezó a aparecer en la televisión en el 2007 en la serie Entourage. Interpretó el papel protagónico de Tyler Murphy en la serie web Girltrash! y apareció en el éxito de taquilla Click (2006). Tuvo papeles menores en las películas Cat Run (2011) y Redwood Highway (2013) y ha aparecido en reconocidas series de televisión como Californication, The Defenders, Mad Men y Girlfriends' Guide to Divorce.

## Filmografía

### Cine y televisión
| Cine       | Cine                                | Cine              | Cine                                                  |
| Año        | Título                              | Rol               | Notas                                                 |
| ---------- | ----------------------------------- | ----------------- | ----------------------------------------------------- |
| 2005       | Dishdogz                            | Enfermera Hatcher |                                                       |
| 2006       | All In                              | Jasmine           |                                                       |
| 2006       | Click                               | Linda             |                                                       |
| 2007       | Machine                             | Layla             |                                                       |
| 2008       | Essential Life                      | Jordan            | Corto                                                 |
| 2008       | Stiletto                            | Chica suicida     |                                                       |
| 2009       | Calvin Marshall                     | Tori Jensen       |                                                       |
| 2011       | Cat Run                             | Stephanie         |                                                       |
| 2013       | Redwood Highway                     | Stacia            |                                                       |
| 2013       | RockBarnes: The Emperor in You      | Amy               |                                                       |
| 2013       | Discarded                           | Alice             |                                                       |
| 2014       | Girltrash: All Night Long           | Tyler Murphy      |                                                       |
| 2015       | Sky                                 | Helen             |                                                       |
| 2015       | The Morning After                   | Maggie            |                                                       |
| 2016       | Black Road                          | Sarah             |                                                       |
| 2017       | Americons                           | Mathis            |                                                       |
| 2018       | Welcome to Where You've Always Been | Ashia             | Corto                                                 |
| Televisión |                                     |                   |                                                       |
| Año        | Título                              | Rol               | Notas                                                 |
| 2007       | Entourage                           | Catherine         | Episodios: "The First Cut Is the Deepest", "Snow Job" |
| 2007       | October Road                        | Amiquay           | Episodio: "Let's Get Owen"                            |
| 2007       | Girltrash!                          | Tyler Murphy      | 11 episodios                                          |
| 2007–2008  | Californication                     | Surfista          | 3 episodios                                           |
| 2008       | Quarterlife                         | Debra             | 5 episodios                                           |
| 2010       | The Defenders                       | Darian Sollaway   | Episodio: "Nevada v. Sen. Harper"                     |
| 2014       | Mad Men                             | Sprout            | Episodio: "The Monolith"                              |
| 2017       | The Haunted                         | Jane Doe          | Telefilme                                             |
| 2018       | Girlfriends' Guide to Divorce       | Tess Fury         | 3 episodios                                           |